# 小米酒
小米酒，（排灣語：kavava ），是東南亞地區常見的酒類，亦是有南島語系血統的台灣原住民常見的傳統酒精飲料，通常用在各祭典上，代表豐收的訊息。

## 歷史
原料為小米（簡稱「粟」），為禾本科（或早熟禾科）一類種子形小的飼料作物和穀物。株高0.3～1.3米。至少在公元前第三千年中國就已開始栽培這種作物，如今在大部分的亞洲國家、俄羅斯和非洲西部是重要糧食。

## 營養
小米的營養價值高，蛋白質及脂肪的含量均高於小麥粉及稻米。其中鈣、鐵、磷、胡蘿蔔素每100公克含0.019mg，含纖維素8.6%則僅低於燕麥接近糙米，以營養價值而言，小米為健康食品。而以小米原酿的小米酒酒精含量较低，且含丰富的糖类和维生素等营养物质。

## 文化
小米酒在原住民的生活、祭祀、禮俗上佔有很重要的角色。怡情、祭祖、交誼...有其不同的使用方式和場合。

## 製作
原料：小米、蕎麥
1. 將已搗殼後的小米磨成小米漿(在石磨上水導小米磨成米漿)
2. 小米漿裝布袋(透氣的)滲乾成膏狀。
3. 已成膏狀的小米，以適量條狀方式用蘆葦葉密實包紮綑實，在水鍋中煮熟。
4. 煮熟後去掉蘆葦葉。
5. 將藜（排灣語:djuljis）搗碎放在釀酒甕底。
6. 將熟小米膏以手捻取一團一團的置於酒甕裡。
7. 將喬麥與其它食用植物磨成粉粒灑在最上層成為調味品。
8. 以菇婆竽葉覆蓋在酒甕裡的最上層。
9. 用樹葉封口，再用石板壓蓋即完成。
10. 釀的時間愈久就愈醇香。

禁忌：家有孕婦不可釀酒